# Буквица (криптолингвистика)
Бу́квица, или древлеслове́нская бу́квица, — историческая фальсификация, созданная российским эзотериком и основателем неоязыческого течения инглиизма Александром Хиневичем. Позиционируется его сторонниками как первая аутентичная славянская азбука, конкурируя с другой фальсификацией — так называемой «всеясветной грамотой» А. Ф. Шубина-Абрамова. Представляет собой криптолингвистический алфавит из 49 букв на основе видоизменённой старославянской кириллицы.
Буквица обрела широкую популярность среди российских неоязычников и любителей фолк-лингвистики. Наряду с «Велесовой книгой» и «Славяно-арийскими ведами» она является одной из наиболее известных мистификаций славянского неоязычества.

## История создания
«Буквица» не встречается ни в одном аутентичном письменном памятнике и впервые упоминается лишь в книгах А. Ю. Хиневича, основателя неоязыческого течения «инглингов», учение которого сочетает эзотерику, расизм, антисемитизм и псевдонаучную версию мировой истории. Хиневич — уроженец Омска, получил образование в СПТУ, обучался в Омском политехническом институте, но закончить его не смог. Занимался гипнозом, парапсихологией, эзотерикой, массовым целительством и поиском НЛО. В 1990 году он открыл в Омске Центр по изучению паранормальных явлений «Джива-Астра», занимавшийся, в частности, «изгнанием бесов» и другим коммерческим целительством. В 1991 году центр был преобразован в неоязыческую Древнерусскую инглиистическую церковь «Джива Храм Инглии». За свою деятельность Хиневич обвинялся в разжигании межнациональной и религиозной розни и был условно осуждён за экстремизм.
Лингвистический миф инглиизма включает идею наличия в далёком прошлом у «славян и ариев» нескольких типов письменности и, соответственно, неизвестных науке языков, которые носят следующие названия:
1. «Х’арийская каруна» или «жреческое письмо». У Хиневича состоит из 256 рун (144 основных и 112 вспомогательных). Упрощенными формами «каруны» по его словам являлись: санскрит (по Хиневичу — «самскрыт»), футарк, славянские руны и руны «Боянова гимна», сибирская (хакасская) руница[22].
2. «Да’арийские тьраги».
3. Рассенское образнозеркальное письмо или «молвицы».
4. «Святорусская буквица».

Хиневич продлевал историю славян на сотни тысяч лет и утверждал, что в этот период на Землю из созвездия Большой Медведицы прибыли «славяне и арии», записавшие свои тексты на золотых пластинах алфавитом под названием «буквица». Хиневич утверждал, что таблички с «буквицей» ему показывали «таинственные жрецы», однако обнародовать первоисточник отказался.
Как таковых аргументов в пользу данного мифа его сторонники не приводят, в «буквицу» предлагается просто поверить. По мнению фолк-лингвистов, полное отсутствие каких-либо исторических свидетельств употребления «древнесловенской буквицы» ещё не говорит о том, что её не могло быть у славян в прошлом. Один из популяризаторов «буквицы», — писатель Андрей Ивашко (Ведагор), — в своей статье «Буквица как экспериментальное направление» в качестве своеобразного доказательства существования данного вида письменности приводит тот «факт», что у людей на «буквицу» просто «отзывается сердце». Специалисты находят подобную аргументацию несостоятельной.

## Эзотерика
Особенностью «буквицы» является наличие у каждого знака не только фонетического, но и смыслового значения: так называемого «образа». Знание этих «образов» позволяет увидеть в каждом записанном слове некий скрытый эзотерический смысл. Сторонники такого подхода склонны рассматривать любые слова как аббревиатуры, «расшифровывая» их в соответствии с «буквицей» либо собственными представлениями. Например, слово «пост» (др.-рус. и церк.-слав. постъ) толкуется ими как «полное очищение собственных телес сотворяша». Значение «образов» максимально размыты, под них можно подвести практически любое слово. Однако основная проблема подобных интерпретаций в другом: если допустить, что «буквица» действительно могла существовать, то придётся признать, что буквы и соответствующие им толкования появились раньше, чем сами слова. То есть люди должны были изобрести язык из букв, не умея при этом разговаривать.
Подобные гипотезы не выдерживают критики и противоречат всей истории письменности и здравому смыслу, так как вначале сформировалась устная речь и только затем и значительно позднее — письменность. При этом минимальной семантической единицей языка является морфема, а не отдельные буквы. Таким образом, попытки разделить слово любого языка без учёта его морфемного членения заведомо антинаучны.

## Орфография
| А | Б | В | Г | Д | Є | E |
| Ж | Ѕ | Ꙁ | И | І | Ї | Ꙉ |
| К | Л | М | Н | О | П | Р |
| С | Т | У | Ꙋ | Ф | Х | Ѿ |
| Ц | Ч | Ш | Щ | Ъ | Ꙑ | Ь |
| Ѣ | Ю | Ꙗ | Ѥ | Ѡ | Ѧ | Ѫ |
| Ѩ | Ѭ | Ѯ | Ѱ | Ѳ | Ѵ | Ӕ |

| А | Б | В | Г | Д | Ё | E |
| Ж |   | З | И |   | Й |   |
| К | Л | М | Н | О | П | Р |
| С | Т | У |   | Ф | Х |   |
| Ц | Ч | Ш | Щ | Ъ | Ы | Ь |
|   | Ю |   | Э |   | Я |   |
|   |   |   |   |   |   |   |

Наряду с другими фолк-лингвистами Хиневич неоднократно утверждал, что реформы правописания и упразднение ряда букв «разрушили» язык и привели к возникновению в нём множества полных лексических омонимов. Так, в одной из своих лекций в «Асгардском духовном училище» он заявляет о наличии у славян целых семи букв для обозначения звука «и», приводя следующий пример со словом «мир»:
1. миръ (иже) — состояние без войны.
2. мiръ (ижеи) — Вселенная.
3. мїръ (инить) — община.
4. мvръ (ижица) — благовонное масло.
5. мӕръ (ижа) — «мера времени».
6. мīръ (ита) — «счастье и благополучие».
7. мı̃ръ (инда) — «неизведанная Вселенная».

При этом Хиневич, вопреки всей лингвистике, категорически отрицал существование объективных изменений, происходивших в русском языке. В одном из своих интервью он высказывается на эту тему более определённо:

… постоянно проходило обрезание русского языка. То есть Кирилл и Мефодий взяли древнесловенскую буквицу, в которой было 49 буквиц, 5 букв выбросили, потому что не было в греческом языке таких звуков, а для четырёх дали греческие названия. Ярослав Мудрый убрал ещё одну букву, осталось 43. Петр Первый сократил до 38, Николай Второй до 35, господин Луначарский — до 31-й буквы. … Луначарский и образы убрал! Он ввел вместо образов фонемы.
— Из интервью А. Ю. Хиневича в телепередаче «Осознание знания. Программа для интеллектуала», 2003 год
Хиневич и другие фолк-лингвисты подкрепляют свои идеи различными антинаучными мифами, например, о зашифрованном в азбуке послании славянам. Таким образом, если убрать некоторые буквы из алфавита, то «послание», по их мнению, «разрушится». Активный популяризатор буквицы, Андрей Ивашко (Ведагор), в одной из своих книг представил концепцию постепенного перехода с действующей русской орфографии на расширенную 49-буквенную («имперскую»).

## Анализ

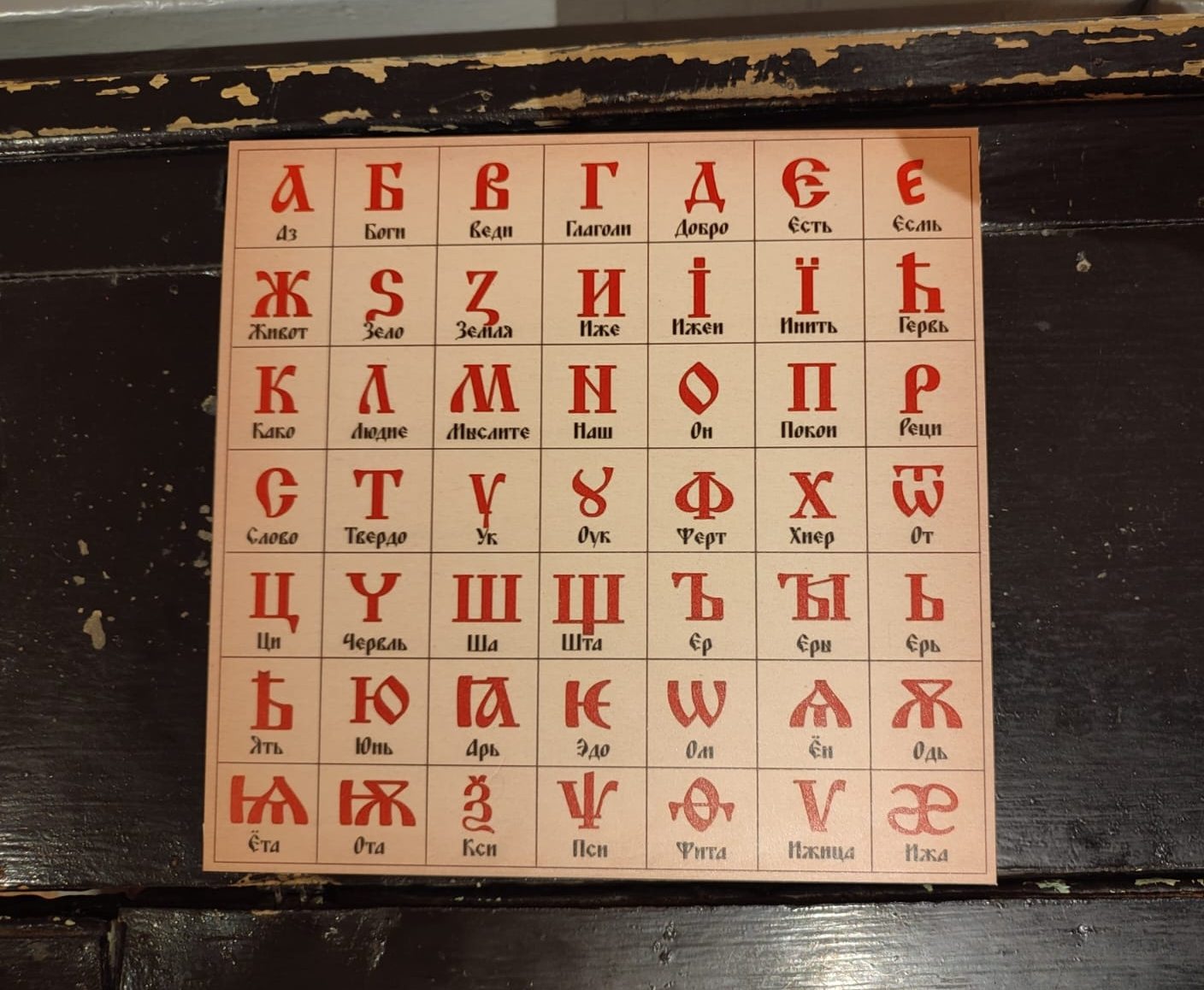
Популярное представление «буквицы» в виде таблицы

Опубликованный Хиневичем алфавит состоит из 49 букв, каждая из которых заявлена в качестве самостоятельной графемы. Как правило, буквы располагаются в виде равносторонней таблицы размером 7 × 7, которую сами апологеты «буквицы» называют «матрицей». Именно такие изображения чаще всего можно встретить в Интернете. Подобная запись неслучайна: числу семь приписывается особое мистическое значение.
Помимо варианта Хиневича, существует и менее известная версия Людмилы Ефимцевой, которую фолк-лингвисты именуют «старословенской буквицей». Вариант Ефимцевой состоит из 54 букв, расположенных в виде таблицы 9 × 6. Порядок букв в ней изменён относительно версии Хиневича, буква «земля» получила дублет, а к уже существующим «буквицам» добавлены ещё четыре: «эт», «дервь», «ита» и «инда».

### Структура
По мнению сторонников теории Хиневича, начертание каждой буквицы также содержит в себе некий скрытый смысл. Однако в целом «буквица» не имеет особых графических или фонетических отличий от исходной кириллицы, уникальность которой состояла в том, что она была адаптирована исключительно под греческий алфавит для более точного перевода богослужебной литературы и учитывала фонетику старославянского языка. В то же время с научной точки зрения «буквица» составлена довольно безграмотно: в ней присутствуют дублеты, заявленное произношение многих букв не соответствуют историческому, а их названия зачастую выдуманы либо содержат орфографические ошибки (например: «юн», «эдо», «ёта» и т. д.). По мнению филолога О. В. Мальцевой, фальсификаторы намеренно допустили эти несоответствия для того, чтобы ввести в заблуждение своих последователей.
Несмотря на то, что греческие буквы «ферт» (ф), «кси» (ѯ), «пси» (Ѱ), «фита» (ѳ) и «ижица» (ѵ) действительно присутствовали в кириллице, они использовались в старославянском и древнерусском языках только для передачи слов, заимствованных из греческого языка либо возникших при его посредстве. По мнению Мальцевой, наличие этих графем в «буквице» опровергает тезис Хиневича о её «дохристианском» и «докириллическом» функционировании и указывает на фальсифицированный, лженаучный характер его теории.
Несмотря на широкое распространение, профессиональное научное изучение «древлесловенской буквицы» долгое время не проводилось по причине того, что её поддельность очевидна для специалистов. Филолог Д. Ю. Полиниченко квалифицирует учение о «буквице» не как псевдонаучное, а скорее как анаучное. Лингвистические положения в нём представляют собой набор аксиом, которые предлагается принимать на веру в качестве древних, тайных и априори истинных знаний. На основе этих аксиом и производится интерпретация лингвистических фактов.

## Алфавит
Условные обозначения
 Гласные
 Согласные
 Отсутствовали в старославянской кириллице
 Дублетные буквы либо лигатуры
 Использовались только в заимствованиях из греческого
| Старословенская буквица (Ефимцева) | Старословенская буквица (Ефимцева) | Старословенская буквица (Ефимцева) | Старословенская буквица (Ефимцева) | Старословенская буквица (Ефимцева) | Старословенская буквица (Ефимцева) | Старословенская буквица (Ефимцева) | Древлесловенская буквица (Хиневич) | Древлесловенская буквица (Хиневич) | Древлесловенская буквица (Хиневич) | Древлесловенская буквица (Хиневич) | Древлесловенская буквица (Хиневич) | Древлесловенская буквица (Хиневич) | Древлесловенская буквица (Хиневич) | Кириллица | Кириллица | Кириллица | Кириллица |
| №                                  | №                                  | Начертание                         | Название                           | Название                           | Звучание                           | Число                              | №                                  | №                                  | Начертание                         | Название                           | Название                           | Звучание                           | Число                              | Кириллица | Кириллица | Кириллица | Кириллица |
| ---------------------------------- | ---------------------------------- | ---------------------------------- | ---------------------------------- | ---------------------------------- | ---------------------------------- | ---------------------------------- | ---------------------------------- | ---------------------------------- | ---------------------------------- | ---------------------------------- | ---------------------------------- | ---------------------------------- | ---------------------------------- | --------- | --------- | --------- | --------- |
|                                    | 1                                  |                                    | азъ                                | аз                                 | [a]                                | 1                                  |                                    | 1                                  |                                    | аꙁъ                                | аз                                 | [а]                                | 1                                  |           |           |           |           |
|                                    | 2                                  |                                    | бꙋги                               | боги                               | [b]                                | —                                  |                                    | 2                                  |                                    | боги                               | боги                               | [б] звонк.                         | —                                  |           |           |           |           |
| 3                                  |                                    | вѣдѣ                               | веде                               | [w]                                | 2                                  | 3                                  |                                    | вѣди                               | веди                               | [в]                                | 2                                  |                                    |                                    |           |           |           |           |
| 4                                  |                                    | глаголи                            | глаголи                            | [g]                                | 3                                  | 4                                  |                                    | глаголи                            | глаголи                            | [г]                                | 3                                  |                                    |                                    |           |           |           |           |
| 5                                  |                                    | дꙋбро                              | добро                              | [d] твeрд.                         | 4                                  | 5                                  |                                    | добро                              | добро                              | [д]                                | 4                                  |                                    |                                    |           |           |           |           |
|                                    | 6                                  |                                    | ѥсть                               | есть                               | [jэ]                               | 5                                  |                                    | 6                                  |                                    | есть                               | есть                               | [е]                                | 5                                  |           |           |           |           |
| 7                                  |                                    | ѥсмь                               | есмь                               | [je]                               | —                                  | 7                                  |                                    | есмь                               | есмь                               | [йе]                               | —                                  |                                    |                                    |           |           |           |           |
|                                    | 8                                  |                                    | живѣте                             | живете                             | [z´]                               | —                                  |                                    | 8                                  |                                    | животъ                             | живот                              | [ж]                                | —                                  |           |           |           |           |
| 9                                  |                                    | ѕѣлѡ                               | зело                               | [d´z´]                             | 6                                  | 9                                  |                                    | ѕъло                               | дзело                              | [дз] твёрд.                        | 6                                  |                                    | —                                  | —         |           |           |           |
| 10                                 |                                    | ѯи                                 | кси                                | [ks]                               | 60                                 | 45                                 |                                    | кси                                | кси                                | [кс]                               | 60                                 |                                    | —                                  | —         |           |           |           |
|                                    | 11                                 |                                    | иже                                | иже                                | [i] долг.                          | 8                                  |                                    | 11                                 |                                    | иже                                | иже                                | [и] долг.                          | 8                                  |           |           |           |           |
| 12                                 |                                    | ижеи                               | ижеи                               | [i] ровн.                          | 10                                 | 12                                 |                                    | ижеі                               | ижеи                               | [и] ровн.                          | 10                                 |                                    |                                    | —         | —         |           |           |
| 13                                 |                                    | инить                              | инить                              | [i] дифт.                          | —                                  | 13                                 |                                    | инить                              | инить                              | [и] полукр.                        | —                                  |                                    |                                    | —         | —         |           |           |
|                                    | 14                                 |                                    | ци                                 | ци                                 | [t´s´]                             | 900                                |                                    | 29                                 |                                    | цѣ                                 | ци                                 | [ц]                                | 900                                |           |           |           |           |
| 15                                 |                                    | какѡ                               | како                               | [k]                                | 20                                 | 15                                 |                                    | како                               | како                               | [к]                                | 20                                 |                                    |                                    |           |           |           |           |
| 16                                 |                                    | людѥ                               | людие                              | [l]                                | 30                                 | 16                                 |                                    | людїе                              | люди                               | [л]                                | 30                                 |                                    |                                    |           |           |           |           |
| 17                                 |                                    | мыслитѣ                            | мыслите                            | [m]                                | 40                                 | 17                                 |                                    | мыслитѣ                            | мыслите                            | [м]                                | 40                                 |                                    |                                    |           |           |           |           |
| 18                                 |                                    | нашъ                               | нашъ                               | [n]                                | 50                                 | 18                                 |                                    | нашь                               | наш                                | [н]                                | 50                                 |                                    |                                    |           |           |           |           |
|                                    | 19                                 |                                    | онъ                                | онъ                                | [o] долг.                          | 70                                 |                                    | 19                                 |                                    | онъ                                | оно                                | [о] долг.                          | 70                                 |           |           |           |           |
|                                    | 20                                 |                                    | покои                              | покои                              | [p]                                | 80                                 |                                    | 20                                 |                                    | покои                              | покои                              | [п]                                | 80                                 |           |           |           |           |
| 21                                 |                                    | рѣци                               | реци                               | [r]                                | 100                                | 21                                 |                                    | рѣци                               | рeци                               | [ръ] твёрд.                        | 100                                |                                    |                                    |           |           |           |           |
| 22                                 |                                    | слово                              | слово                              | [s]                                | 200                                | 22                                 |                                    | слово                              | слово                              | [с]                                | 200                                |                                    |                                    |           |           |           |           |
| 23                                 |                                    | твѣрдо                             | твердо                             | [t]                                | 300                                | 23                                 |                                    | твѣрдо                             | твeрдо                             | [тэ]                               | 300                                |                                    |                                    |           |           |           |           |
|                                    | 24                                 |                                    | укъ                                | укъ                                | [u]                                | —                                  |                                    | 24                                 |                                    | укъ                                | ук                                 | [у]                                | 400                                |           |           |           |           |
| 25                                 |                                    | ꙋкъ                                | оукъ                               | [ou]                               | 400                                | 25                                 |                                    | оукъ                               | оук                                | [оу]                               | —                                  |                                    |                                    |           |           |           |           |
|                                    | 26                                 |                                    | фѣртъ                              | фертъ                              | [f] тверд.                         | 500                                |                                    | 26                                 |                                    | фeртъ                              | фeрт                               | [ф] твёрд.                         | 500                                |           |           |           |           |
| 27                                 |                                    | хѣръ                               | херъ                               | [ch]                               | 600                                | 27                                 |                                    | хѣръ                               | хиер                               | [х]                                | 600                                |                                    |                                    |           |           |           |           |
|                                    | 28                                 |                                    | ѿъ                                 | отъ                                | [ot]                               | 800                                |                                    | 28                                 |                                    | отъ                                | от                                 | [от]                               | 800                                |           |           | —         | —         |
| 29                                 |                                    | ѵжица                              | ижица                              | [i] кратк.                         | —                                  |                                    | 48                                 |                                    | ижица                              | ижица                              | [у], [ю], [й]                      | —                                  |                                    |           | —         | —         |           |
|                                    | 30                                 |                                    | чрѣвлъ                             | чревло                             | [t’s̆']                             | 90                                 |                                    | 30                                 |                                    | чeрвль                             | чeрвль                             | [ч]                                | 90                                 |           |           |           |           |
| 31                                 |                                    | ша                                 | ша                                 | [s̆']                               | —                                  |                                    | 31                                 |                                    | ша                                 | ша                                 | [ш]                                | —                                  |                                    |           |           |           |           |
| 32                                 |                                    | ща                                 | шта                                | [s̆'t']                             | —                                  |                                    | 32                                 |                                    | шта                                | шта                                | [шт]                               | —                                  |                                    |           |           |           |           |
|                                    | 33                                 |                                    | юнь                                | юнь                                | [ju]                               | —                                  |                                    | 37                                 |                                    | юнь                                | юнь                                | [о]                                | —                                  |           |           |           |           |
| 34                                 |                                    | ѥры                                | еры                                | [у]                                | —                                  |                                    | 34                                 |                                    | еры                                | еры                                | [ы] мягк.                          | —                                  |                                    |           |           |           |           |
| 35                                 |                                    | ѥрь                                | ерь                                | [ĕ] кратк.                         | —                                  |                                    | 35                                 |                                    | ерь                                | ерь                                | [э] кратк.                         | —                                  |                                    |           |           |           |           |
| 36                                 |                                    | ѡъ                                 | омъ                                | [om], [o]                          | —                                  |                                    | 40                                 |                                    | омъ                                | ом                                 | [ом]                               | —                                  |                                    |           | —         | —         |           |
|                                    | 37                                 |                                    | ѳита                               | фита                               | [fʲ]                               | 9                                  |                                    | 37                                 |                                    | фита                               | фита                               | [ф] мягк.                          | 9                                  |           |           | —         | —         |
|                                    | 38                                 |                                    | ꙗрь                                | арь                                | [ja]                               | —                                  |                                    | 38                                 |                                    | арь                                | арь                                | [а] кратк.                         | —                                  |           |           |           |           |
| 39                                 |                                    | ѥдо                                | эдо                                | [jэ]                               | —                                  |                                    | 39                                 |                                    | эдо                                | эдо                                | [ие] кратк.                        | —                                  |                                    |           | —         | —         |           |
| 40                                 |                                    | ѭта                                | ота                                | [ŏⁿ] кратк. нос.                   | —                                  |                                    | 44                                 |                                    | ота                                | ота                                | о кратк. нос.                      | —                                  |                                    |           | —         | —         |           |
| 41                                 |                                    | ѧнъ                                | ёнъ                                | [ja], [eⁿ] нос.                    | —                                  |                                    | 41                                 |                                    | енъ                                | ен                                 | [е] нос.                           | —                                  |                                    |           | —         | —         |           |
| 42                                 |                                    | ѫдь                                | одь                                | [oⁿ] нос.                          | —                                  |                                    | 42                                 |                                    | одь                                | оде                                | [о] нос.                           | —                                  |                                    |           | —         | —         |           |
| 43                                 |                                    | ѩта                                | ёта                                | [jŏⁿ] — нос.                       | —                                  |                                    | 43                                 |                                    | ёта                                | ёта                                | [е] кратк. нос.                    | —                                  |                                    |           | —         | —         |           |
| 44                                 |                                    | єтъ                                | этъ                                | [э]                                | —                                  | ❌                                 | ❌                                 | ❌                                 | ❌                                 | ❌                                 | ❌                                 | ❌                                 |                                    |           |           |           |           |
| 45                                 |                                    | ѧть                                | ять                                | [ie]                               | —                                  |                                    | 36                                 |                                    | ять                                | ять                                | [ие]                               | —                                  |                                    |           | —         | —         |           |
|                                    | 46                                 |                                    | ѱи                                 | пси                                | [ps]                               | 700                                |                                    | 46                                 |                                    | пси                                | пси                                | [пс]                               | 700                                |           |           | —         | —         |
| 47                                 |                                    | zѣмлѧ                              | земля                              | [z] мягк.                          | 7                                  |                                    | 10                                 |                                    | земля                              | земля                              | [з]                                | 7                                  |                                    |           |           |           |           |
|                                    | 48                                 |                                    | īта                                | ита                                | [i] нейтр.                         | —                                  | ❌                                 | ❌                                 | ❌                                 | ❌                                 | ❌                                 | ❌                                 | ❌                                 | ❌        | ❌        | ❌        | ❌        |
| 49                                 |                                    | ӕжа                                | ижа                                | [i] полукр.                        | —                                  |                                    | 49                                 |                                    | ижа                                | ижа                                | [й]                                | —                                  | ❌                                 | ❌        | ❌        | ❌        |           |
|                                    | 50                                 |                                    | ћервь                              | гервь                              | [hg]                               | —                                  | 14                                 |                                    | гервь                              | гервь                              | [гэ], [ха]                         | —                                  | ❌                                 | ❌        | ❌        | ❌        |           |
| 51                                 |                                    | Ⱚервь                              | дервь                              | [d´] мягк.                         | —                                  | ❌                                 | ❌                                 | ❌                                 | ❌                                 | ❌                                 | ❌                                 | ❌                                 | ❌                                 | ❌        | ❌        | ❌        |           |
| 52                                 |                                    | зѣмлѧ                              | земля                              | [z] тверд.                         | —                                  | ❌                                 | ❌                                 | ❌                                 | ❌                                 | ❌                                 | ❌                                 | ❌                                 |                                    |           |           |           |           |
|                                    | 53                                 |                                    | ı̃нда                               | инда                               | [iⁿ] нос.                          | —                                  | ❌                                 | ❌                                 | ❌                                 | ❌                                 | ❌                                 | ❌                                 | ❌                                 | ❌        | ❌        | ❌        | ❌        |
| 54                                 |                                    | ѥръ                                | еръ                                | [ŏ] кратк.                         | —                                  |                                    | 33                                 |                                    | еръ                                | ер                                 | [о] кратк.                         | —                                  |                                    |           |           |           |           |

## Влияние

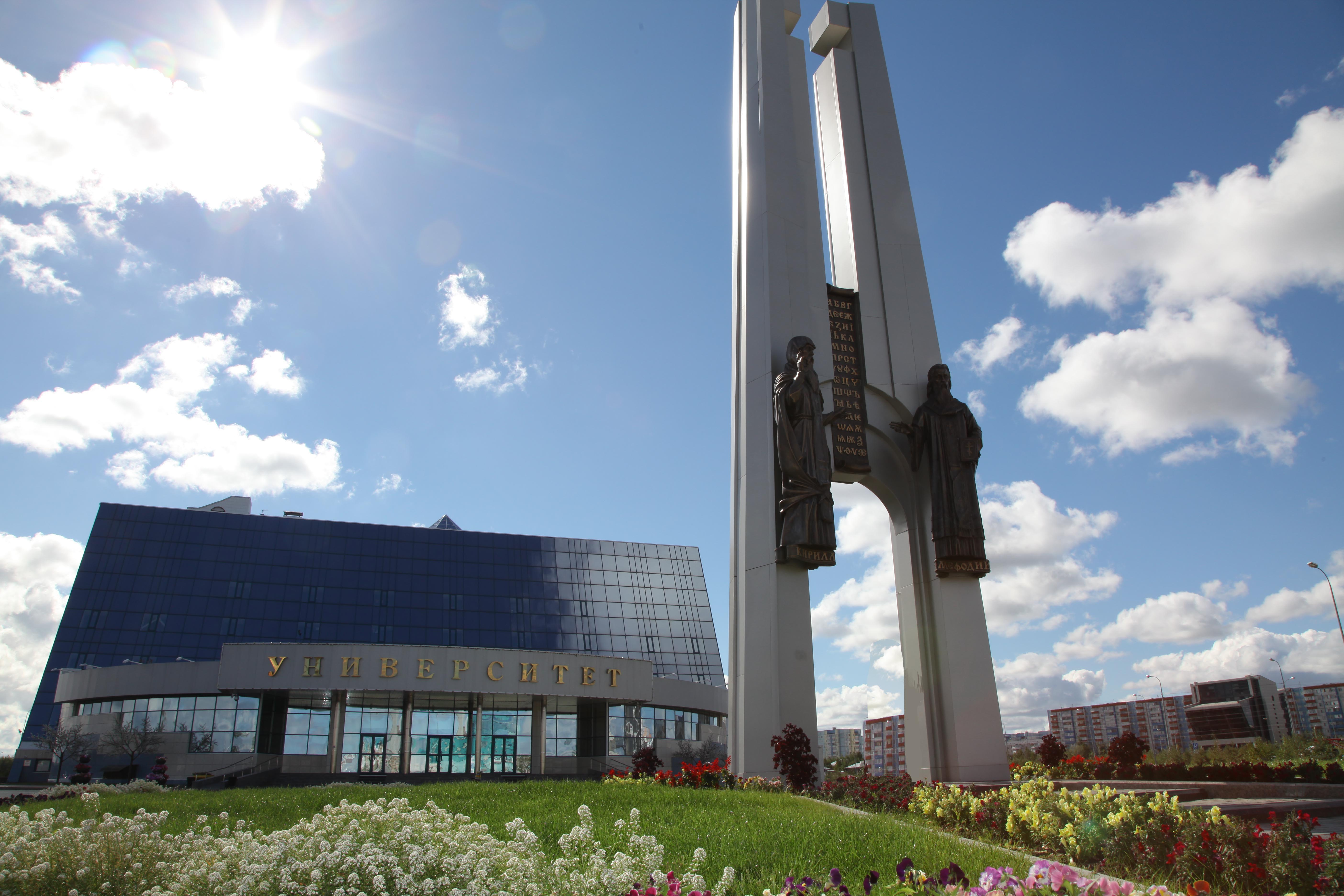
«Буквица» на памятнике Кириллу и Мефодию перед Сургутским университетом

Как и в случае с «Велесовой книгой», поддельность «буквицы» очевидна для профессиональных лингвистов и историков, в то время как неподготовленный обыватель может быть легко введён в заблуждение. В разное время популяризацией мифа об утраченной славянской письменной традиции докириллической эпохи занимались: А. Ю. Хиневич, В. А. Чудинов (доктор философских наук, известный в основном как автор псевдонаучных теорий в области истории и лингвистики, согласно которым первой цивилизацией в истории была «славянская ведическая цивилизация»; эти идеи, по его мнению, доказываются существованием древних «славянских надписей» практически на любых предметах, за которые он выдавал мелкие штрихи и тени на фотографиях), Н. В. Левашов (неоязыческий эзотерик, сторонник расизма, позиционировавший себя как специалист по паранормальным явлениям, последователь учения Хиневича), О. М. Гусев (праворадикальный деятель, писавший в русле «языческого расизма» и неоязыческой псевдоистории, главный редактор расистской и антисемитской газеты «За русское дело»), писатель А. Н. Ивашко (Ведагор), физик М. М. Безлюдова. Приверженцем буквицы являлся сатирик Михаил Задорнов, известный также как популяризатор славянских неоязыческих идей об «арийском» происхождении славян, «величии славяно-арийских предков» и «превосходстве» славян над Западом. Задорнов заявлял о «славянском языке» этрусской письменности и «критского диска», путая этрусские надписи с «Велесовой книгой».
Миф о «буквице» как о древнем памятнике письменности докириллической эпохи вышел далеко за пределы сообщества неоязычников и любителей фолк-лингвистики, став частью массовой культуры. На сегодняшний день существуют школы и курсы по изучению буквицы, выпускаются специальные «буквари» и мобильные приложения, производится сувенирная продукция (например, кубики для детей). С развитием Интернета популярность «буквицы» вышла на новый уровень. Так, на запросы «славянская азбука», «древние буквы», «кириллица» и т. п. поисковые системы выдают вышеупомянутую таблицу с «буквицей», а также ссылки на соответствующие сайты. В последние годы резко возросло число различного рода спекулятивных материалов на тему «буквицы». Особое беспокойство профессиональных лингвистов вызывает издание некоторых из этих публикаций в рецензируемых научных журналах, что позволяет внедрять данную азбуку в широкие массы и, таким образом, популяризировать ненаучное знание. Кроме того, пытаясь придать степень научности своим высказываниям и интерпретациям, фолк-лингвисты прибегают к подлогу, фальсифицируя высказывания известных учёных.
Данная фальсификация проникает даже на официально установленные памятники. Так, 24 мая 2013 года, в день славянской письменности и культуры, в Сургуте перед зданием СурГУ был установлен памятник Кириллу и Мефодию, на котором вместо кириллицы изображена «буквица», а ровно девять лет спустя табличка с данным алфавитом появилась на памятнике Кириллу и Мефодию перед зданием областной научной библиотеки в Мурманске. Во втором случае ошибку всё же признали и пообещали исправить.
Лингвисты отмечают, что «буквица» как проявление фолк-лингвистики является одной из наиболее трудных проблем популярного языкознания, ввиду того, что она сопряжена с фальсификацией истории и реализуется в сфере социальной психологии, а также связана с долговременным манипулятивным воздействием на общественное сознание в политических целях. «Буквица» наряду с «Велесовой книгой» и альтернативной генеалогией князя Владимира Святославича (о его еврейском происхождении) органически входит в неоязыческий миф об искусственно созданной, поддельной истории России.

## Комментарии
1. ↑  По версии Хиневича. Для древнерусского языка использовалась старославянская кириллица. «Древлесловенский» язык является вымышленным и упоминается только в работах самого Хиневича.
2. ↑  Термин введён самим Хиневичем, ранее в научной литературе не употреблялся. Встречаются также наименования: «древнеславянская буквица»[1], «древлеславянская буквица»[3], «древнерусская буквица»[1], «древнесловенская буквица»[4][5] и «старословенская буквица»[6].
3. ↑  Хиневич:Хотя многие филологи и говорят, что язык меняется на протяжении поколений, на самом деле это не так[34].
4. ↑  
В старославянской кириллице буква Б называлась «буки». В своей «буквице» Хиневич изменил её название с «буки» на «боги», что подразумевает «множество богов». Однако он не учёл, что «буки» (букы) означало именно одну букву, а множественное число было бы букъве. Аналогичным образом множественное число от слова «бог» звучало бы как бози[39][40].

При этом в своих ранних лекциях Хиневич записывал конечную «и» уменьшенным шрифтом, объясняя такое написание следующим образом[34]: Подразумевается не просто множество Богов, а Бог и ещё кто-то, т.е. может быть много форм: Бог и человек, Бог и другой Бог и т.д.

В других аффилированных источниках по буквице такого написания нет, и этот момент не упоминается[47].
5. ↑  Такое произношение заявлено у Хиневича[34], в других аффилированных источниках про этот аспект не упоминается[45].
6. ↑  В таблице из статьи Мальцевой приводится написание через «есть» — веди[52].
7. ↑  
Прописное є и строчное е в старославянской кириллице являются лишь вариантами написания одной и той же буквы — «есть»[29]. Строчный вариант у Хиневича заявлен в качестве самостоятельной графемы под вымышленным названием «есмь» и интерпретируется как некая «связка, определение («аз есмь царь»), существование». Однако Мальцева указывает на то, что исторически слово «есмь» в древнерусском языке это форма первого лица единственного числа настоящего времени глагола «быть» (др.-рус. и церк.-слав. бꙑти)[39].
8. ↑  В таблице из статьи Мальцевой приводится написание через «ер» — ѕъло[52].
9. ↑  Хиневич[34]: Не «зело», как многие неправильно читают, а «дзело».
10. ↑  
Хиневич:
Иже звучит долго [ииии], т.е. лучи от изначальной точки на восемь сторон могут расходиться очень далеко.
11. 1 2  і и ї — «и десятеричное» и его вариант с тремой (у Хиневича — «ижеи» и «инить» соответственно) также являются вариантами одной и той же буквы, причём первый является более поздним заимствованием и в рукописях не встречался[68]. Название «инить» является вымышленным и не зафиксировано ни в одном источнике[69].
12. ↑  В таблице из статьи Мальцевой приводится написание через «и» — ци[52].
13. ↑  
Хиневич:
Читается «оно», потому что буквица «еръ» тоже звучит — [о].
14. ↑  
Хиневич:
И заметьте, когда мы видим что-то необычное, не входящее в нашу сферу сознания, понимания, что звучит? [о-о-о], т.е. «о» долгое, удивлённая форма.
15. ↑  Название «твeрдо» у Хиневича стилизовано как твѣрдо (через ять)[52], в то время как историческим написанием было твьрдо (через ерь)[40].
16. 1 2 3  «Омега» (ѡ) это заимствованная из греческого алфавита кириллическая буква (в «буквице» переименована в «ом»), в то время как «от» (ѿ) — лигатура, служившая для сокращения, в кириллице отдельной буквой не считалась[29][68]. Аналогичная ситуация с лигатурой «оук» (ꙋ), которую могли писать как горизонтально, так и вертикально[29][69].
17. ↑  Хиневич поясняет звучание следующим образом: …, т.е. не [ы] как сейчас, а она звучала средне между современным ы и долгим и, т.е. как бы ы мягкое.
18. ↑  Хиневич поясняет название следующим образом: Когда греческие монахи Кирилл и Мефодий увидели, что по начертанию буква «ом» схожа с греческой «омегой», они в церковной азбуке для славян Моравии (Чехии) обозначили её как «омега».
19. ↑  В различных источниках встречается как историческое написание (ѳита)[49][50][107], так и написание через ферт (фита)[95][52].
20. ↑  Также упоминается как «ярь»[101].
21. ↑  Хиневич поясняет звучание следующим образом: В древлесловенском, в древнерусском была как [а — краткое]. Но впереди стоит ижеи (I), поэтому в дальнейшем в обиходе «а»-краткое заменилось на [йа] или [я]. Но раньше была краткая форма [а].
22. 1 2  
Названия «эдо», «арь», «юнь», «одь» являются вымышленными и не встречаются ни в одном аутентичном источнике[40].
23. 1 2  
Кириллические лигатуры ѩ и ѭ использовались для обозначения носовых йотированных звуков. В «буквице» фальсификаторы назвали их как «ёта» и «ота», которые, по их словам, использовались как «носовой краткий е» и «носовой краткий о» соответственно. Как и в предыдущем случае, кириллическая лигатура ꙗ в «буквице» называется «арь», где ей приписывается обозначение «краткого а».
24. ↑  
Хиневич:
Не [одь] как сейчас бы прочитали, а на придыхе [оде].
25. ↑  
Хиневич[113]:
Фонетическое звучание буквицы «одь»: е-краткое носовое. Ранее — звуком «еу» (ю).
26. ↑  
Хиневич:
Дифтонговое звучание сейчас пишем [ие], а изначально и правильно [iе] — здесь форма бытия (е) и бытия высшего, вселенского (i).
27. ↑  
Латинская лигатура æ не встречается ни в одном кириллическом письменном памятнике[29][68][12][69]. В «буквице» Хиневича именуется как «ижа» и заявлена как «и мягкое краткое». Однако, на самом деле, это транскрипционный символ, который используется для обозначения ненапряжённого неогублённого гласного переднего ряда нижнего подъёма — [æ], характерного преимущественно для германских языков[68]. По мнению Гурьяновой, была введена авторами лишь для того, чтобы довести количество символов в таблице до нужного числа[12].
28. ↑  Хиневич[95]: Фонетически она звучит кратко, сжато [мйр], т.к. «ижа» произносилась как и-краткое — [й].
29. ↑  Имелась в глаголице, в старославянской кириллице отсутствовала. У Хиневича заявлена в качестве гласной[52], однако исторически являлась согласной буквой.
30. ↑  
Хиневич[99]:
В старь были слова, которые выполняли некую функцию и начинались с «ера»:
ъкрикъ (окрик) — краткое, быстро выполненное действие.
31. ↑  Хиневич: Привыкли в советском языке «и» краткое, а здесь «о» краткое.

### Научная
- Мороз Е. Л. Неоязычество в России // Цена ненависти. Национализм в России и противодействие расистским преступлениям: (сборник статей) / Сост. А. М. Верховский. — М.: Центр «Сова», 2005. — С. 196—225. — 256 с. — 1000 экз. — ISBN 5-98418-005-7.
- Эрлихман В. В. Микроскопом по истории // Родина. — 2008. — № 5.
- Полиниченко Д. Ю. Политические мифологемы фолк-лингвистики : [арх. 2 октября 2022] // Политическая лингвистика : журн. — 2010. — № 4(34). — С. 196—202. — УДК 81'27(G). — ISSN 1999-2629.
- Полиниченко Д. Ю. Любительская лингвистика: проблемы номинации и определения феномена : [арх. 2 апреля 2019] // Вестник ВГУ. Серия: Лингвистика и межкультурная коммуникация : журн. — 2011. — № 2. — С. 187—191. — УДК 81'27(G). — ISSN 1680-5755.
- Полиниченко Д. Ю. Неоязычество и любительская лингвистика в современной России // Язык и культура. Научный интернет-журнал Центра исследования лингвокультурологии и переводоведения Философского факультета Прешовского университета в Прешове. — 2012. — № 12.
- Шнирельман В. А. Арийский миф в современном мире / Российская академия наук, Институт этнологии и антропологии имени Н. Н. Миклухо-Маклая. — М.: Новое литературное обозрение, 2015. — (Библиотека журнала «Неприкосновенный запас»). — ISBN 978-5-4448-0279-3.
- Мальцева О. В. Псевдоазбука «буквица» и проблема фолк-лингвистики в современной русистике // Идиолект русской языковой личности как отражение лингвокультурной ситуации в славянском пограничье / Под редакцией С. Н. Стародубец, В. Н. Пустовойтова, С. М. Пронченко. — Киров : Аверс, 2019. — С. 645—651. — 709 с. — (Сборник докладов участников Международного научного форума (Новозыбков, Брянская область, 23—26 октября 2019 г.). — УДК 811.161.1.04'35(G). — ISBN 978-5-6043491-1-3.
- Мальцева О. В. Азбука «Древлесловенская Буквица» как репрезентант фолк-лингвистики : [арх. 8 января 2024] / Мальцева О. В., Е. С. Косенко // Мова : журн. — Одесса, 2020. — № 34 (14 ноября). — С. 17—22. — УДК 811.161’351–112:003.23/.349’04:001.98(G). — ISSN 2414-9489. — doi:10.18524/2307–4558.2020.34.219514.
- Демченков С. А. Квазирусистика: идеи и коммуникативные каналы любительской лингвистики : [арх. 28 декабря 2022] / Демченков С. А, Федяева Н. Д, Шутяк М. А // Вестник ОмГПУ. Гуманитарные исследования : журн. — Омск, 2022. — С. 79—82. — 709 с. — УДК 811.161.1(G). — ISSN 2309-9380. — doi:10.36809/2309-9380-2022-37-79-82.
- Гурьянова С. А. Миф третий. До Кирилла и Мефодия существовала совершенная славянская письменность // В начале было кофе. Лингвомифы, речевые «ошибки» и другие поводы поломать копья в спорах о русском языке — М.: Эксмо, 2023. — С. 253—273. — 368 с. — ISBN 978-5-04-120381-8

### Аффилированная
- Хиневич А. Ю. Устные сказания, письменное наследие, танцевальные и песнопевческие традиции — духовная основа и фундамент народного творчества, как альтернатива экспансии «попсы» и «кича», заполнивших современное культурное пространство России : [арх. 11 ноября 2023] // Вторая международная конференция православных староверов. Ведическая культура славян и ариев: проблемы и перспективы ее возрождения на Евразийском континенте. — 2004. — Сентябрь.
- Казаков С. А. Древлесловенская буквица. Дидактическое пособие / Казаков С. А., С. М. Болховитин. — Пермь : Пермский государственный педагогический университет, 2008. — 24 с.
- Ефимцева Л. В. Родовой букварь древнесловенской буквицы / Ефимцева Л. В., Ошуркова Т. Ф.. — Краснодар : Раритеты Кубани, 2010. — 268 с. — ББК 81.2-8. — УДК 811.16(G). — ISBN 978-5-98722-059-7.
- Климашевский Л. В. Азбука для детей и их родителей : [арх. 17 мая 2017] / Климашевский Л. В., Молчанова О. А.. — 2013. — 66 с.
- Шевченко Н. Ю. Развитие образного мышления студентов // Известия Волгоградского государственного технического университета : межвуз. сб. науч. ст. : [арх. 4 апреля 2018] / Шевченко Н. Ю., Неумоина Н. Г., Лебедева Ю. В. … [и др.]. — Волгоград : ВолгГТУ, 2014. — № 15 (142). — С. 71–74. — 84 с. — (Новые образовательные системы и технологии обучения в вузе). — ББК 74.00. — УДК 378.1(G). — ISBN 978-5-9948-1558-8.
- Лебедева Ю. В. Азы древнеславянского языка : [арх. 19 октября 2021] / Лебедева Ю. В., Шевченко Н. Ю., Неумоина Н. Г. … [и др.] // Успехи современного естествознания : журн. — 2014. — № 11 (часть 1). — С. 98–103. — УДК 81.21(G). — ISSN 1681-7494.
- Неумоина Н. Г. Полные лексические омонимы в русском языке : [арх. 20 января 2024] / Неумоина Н. Г., Шевченко Н. Ю., Лебедева Ю. В. // Успехи современного естествознания : журн. — 2014. — № 11 (часть 1). — С. 104–107. — УДК 81.21(G). — ISSN 1681-7494.
- Шевченко Н. Ю. Влияние имени на судьбу и нравственный облик человека : [арх. 27 ноября 2022] / Шевченко Н. Ю., Неумоина Н. Г., Лебедева Ю. В. … [и др.] // Успехи современного естествознания : журн. — 2014. — № 11 (часть 1). — С. 111—117. — УДК 81.112(G). — ISSN 1681-7494.
- Шевченко Н. Ю. Роль языка в духовном развитии личности : [арх. 10 апреля 2018] / Шевченко Н. Ю., Лебедева Ю. В., Неумоина Н. Г. // Априори. Серия: Гуманитарные науки : журн. — 2014. — № 2. — С. 1–10. — УДК 81.2(G). — ISSN 2309-9208.
- Шевченко Н. Ю. Развитие образного мышления студентов с помощью древнеславянского языка : [арх. 11 апреля 2018] / Шевченко Н. Ю., Неумоина Н. Г., Лебедева Ю. В. // Априори. Серия: Гуманитарные науки : журн. — 2014. — № 4. — С. 1–11. — УДК 37.025.7(G). — ISSN 2309-9208.
- Шевченко Н. Ю. Сакральный смысл слова «Хоровод» : [арх. 13 декабря 2016] / Шевченко Н. Ю., Корбакова Т. В. // Априори. Серия: Гуманитарные науки : журн. — 2014. — № 6. — С. 1–11. — УДК 80(G). — ISSN 2309-9208.
- Шевченко Н. Ю. Славянская система мер : [арх. 31 августа 2021] / Шевченко Н. Ю., Корбакова Т. В. // Инновационная наука : журн. — Уфа, 2015. — № 3. — С. 269–273. — УДК 008(G). — ISSN 2410-6070.
- Ивашко А. Н. Буквица как экспериментальное направление. Симферополь: СКВЦ «Слово» (25 февраля 2015). Дата обращения: 24 апреля 2024. Архивировано 24 апреля 2024 года.
- Шевченко Н. Ю. Системность русского языка : [арх. 7 декабря 2021] / Шевченко Н. Ю., Шевченко Т. В. // Международный журнал прикладных и фундаментальных исследований : журн. — М., 2016. — № 12 (часть 4). — С. 742—746. — ISSN 1996-3955.
- Юдин В. В. Мировоззрение славян как способ обеспечения безопасности российского общества на долгую перспективу : [арх. 12 апреля 2024] / Юдин В. В., Смекалов Ю. В. // Ценности и смыслы : журн. — М., 2019. — № 1 (59). — С. 41—61. — ISSN 2071-6427. — doi:10.24411/2071-6427-2018-10049.
- Лулудова Е. М. К вопросу о сакральности смыслообразов русской буквицы : [арх. 13 января 2024] // Мир науки, культуры, образования : журн. — Горно-Алтайск, 2019. — № 6 (79). — С. 460—463. — ISSN 1991-5497.
- Хиневич А. Ю. Буквица. Пособие по древнерусскому языку. — М. : Концептуал, 2019. — 160 с. — ISBN 978-5-907079-55-7.
- Ивашко А. Н. Исцеление русской орфографии в славянском мире. — М. : Вариант, 2022. — 216 с. — (Ведическое образование). — ISBN 978-5-6041709-5-3.
- Молчанова О. А. Буквица. Древлесловенские образные письмена / Молчанова О. А., Л. В. Климашевский. — М. : Концептуал, 2023. — 112 с. — 2000 экз. — ISBN 978-5-907079-24-3.
- Караваева М. В. Сказочная буквица. — М. : Вариант, 2023. — 296 с. — ISBN 978-5-00080-110-9.

### Прочая
- Шиженский Р. В. Религиозный нативизм в России «эпохи» ковида : [арх. 10 января 2024] // Вестник ПСТГУ. Серия I: Богословие. Философия. Религиоведение : журн. — 2021. — Вып. 97. — С. 91–104. — ISSN 2409-4692. — doi:10.15382/sturI202197.91-104.
- Бочков П. В. Неоязыческие соблазны: от любительской лингвистики к пропаганде деструктивного культа : [арх. 5 января 2023] // Сборник трудов Якутской духовной семинарии. : журн. — Якутск, 2022. — Вып. 17—18. — С. 141—153. — УДК 2-87(049.32)(G). — ISSN 2414-9489. — doi:10.24412/2686-9497-2022-17-18-141-153.

## Видео
- Хиневич А. Ю. Курс №1. Урок №1. Древнерусский язык : Буквица. — В: Уроки Асгардского Духовного Училища // Асгардское Духовное Училище : видео. — Омск, 2002.
- Хиневич А. Ю. Курс №1. Урок №2. Древнерусский язык : Буквица. — В: Уроки Асгардского Духовного Училища // Асгардское Духовное Училище : видео. — Омск, 2002.
- Хиневич А. Ю. Осознание знания. Программа для интеллектуалов : [арх. 13 апреля 2012] / ведущий — А. П. Смирнов // Международный клуб ученых : видео. — СПб., 2003. — № 56.